# Džemal Mustedanagić
Džemal Mustedanagić (* 8. Juni 1955 in Novi Grad) ist ein ehemaliger bosnischer Fußballspieler und -trainer.

## Karriere
Mustedanagić begann seine Spielerkarriere beim FK Sloboda Novi Grad, wo er von 1968 bis 1973 spielte, als er von mehreren jugoslawischen Erstligisten angesprochen wurde. Er entschied sich für Dinamo Zagreb, wo er von 1973 bis 1983 spielte und 444 Ligaspiele bestritt, wobei er in der Saison 1981/82 den jugoslawischen Meister-Titel holte und 1979/80 den jugoslawischen Pokaltitel gewann. 1983 wechselte er zum FK Austria Wien nach Österreich. Während dieser Zeit gewann er dreimal die Meisterschaft und wurde einmal österreichischer Pokalsieger.
Nach seiner aktiven Karriere war er in mehreren Funktionen für den albanischen Fußballverband tätig, unter anderem als langjähriger Trainer der U17-Nationalmannschaft.

## Erfolge
- 1 × Jugoslawischer Meister: 1982 (Dinamo Zagreb)
- 1 × Jugoslawischer Pokalsieger: 1983 (Dinamo Zagreb)
- 3 × Österreichischer Meister: 1984, 1985, 1986 (Austria Wien)
- 1 × Österreichischer Pokalsieger: 1986 (Austria Wien)